# Distrito de Arad
Arad es un distrito (Judeţ) occidental de Rumania en la región de Transilvania. Su superficie es de 7.754 km² y su población es de 478.108 habitantes (2002; densidad: 62 habitantes/km²). La mayoría son de etnia rumana, y hay una importante minoría húngara (10%). La capital del distrito es Arad (185.272 habitantes). Otras ciudades importantes son Lipova (11.246 hab.), Ineu (10.200 hab.) y Curtici (9.726 hab.). El distrito de Arad limita con Hungría por el oeste, y con los distritos de Bihor por el norte, Hunedoara y Alba por el este, y Timiş por el sur.
Este distrito era uno de los que poseía diversas colonias de los alemanes étnicos conocidos como suabos del Banato.

## Demografía
| Año  | N.º habitantes |
| ---- | -------------- |
| 1948 | 476.207        |
| 1956 | 475.620        |
| 1966 | 481.248        |
| 1977 | 512.020        |
| 1992 | 487.617        |
| 2002 | 461.791        |

## Geografía
El territorio está atrevesado por el río Mureş, por el sur, y por el río Crişul Alb en el norte.
En la zona oriental del distrito se encuentran los montes Zarand, una de las estribaciones de los muntes Apuseni. 

## Economía
Junto con el distrito de Timiş se trata de uno de los distritos más desarrollados y dinámicos de Rumania. Por su proximidad a la frontera húngara atrae un gran número de inversiones extranjeras.
Los principales sectores industriales de la zona son:
- Motores y componentes del automóvil.
- Industria alimentaria.
- Industria textil.

## Atracciones turísticas
Las principales atracciones turísticas son:
- La ciudad de Arad.
- Los centros turísticos de Lipova y Moneasa.

## Subdivisiones
El distrito tiene una ciudad con estatus de municipiu, 9 ciudades con estatus de oraș y 68 comunas.

### Ciudades con estatus demunicipiu
- Arad - la capital

### Ciudades con estatus deoraș
- Chișineu-Criș
- Curtici
- Ineu
- Lipova
- Nădlac
- Pâncota
- Pecica
- Sântana
- Sebiș

### Comunas
| - Almaș - Apateu - Archiș - Bata - Bârsa - Bârzava - Beliu - Birchiș - Bocsig - Brazii - Buteni - Cărand - Cermei - Chisindia | - Conop - Covăsânț - Craiva - Dezna - Dieci - Dorobanți - Fântânele - Felnac - Frumușeni - Ghioroc - Grăniceri - Gurahonț - Hălmagiu - Hălmăgel | - Hășmaș - Ignești - Iratoșu - Livada - Macea - Mișca - Moneasa - Olari - Păuliș - Peregu Mare - Petriș - Pilu - Pleșcuța - Săvârșin | - Secusigiu - Seleuș - Semlac - Sintea Mare - Socodor - Șagu - Șeitin - Șepreuș - Șicula - Șilindia - Șimand - Șiria - Șiștarovăț - Șofronea | - Tauț - Târnova - Ususău - Vărădia de Mureș - Vârfurile - Vinga - Vladimirescu - Zăbrani - Zădăreni - Zărand - Zerind - Zimandu Nou |